# Marietta (Minnesota)
Marietta é uma cidade localizada no estado americano de Minnesota, no Condado de Lac qui Parle.

## Demografia
Segundo o censo americano de 2000, a sua população era de 174 habitantes.
Em 2006, foi estimada uma população de 158, um decréscimo de 16 (-9.2%).

## Geografia
De acordo com o United States Census Bureau tem uma área de
1,0 km², dos quais 1,0 km² cobertos por terra e 0,0 km² cobertos por água.

## Localidades na vizinhança
O diagrama seguinte representa as localidades num raio de 20 km ao redor de Marietta.